# Peter K. Unger
Peter K. Unger (* 25. April 1942) ist ein US-amerikanischer Philosoph und Professor an der New York University. Seine Forschungsschwerpunkte sind die Metaphysik, Erkenntnistheorie, Ethik und die Philosophie des Geistes.

## Leben
Peter Unger studierte zusammen mit David Lewis am Swarthmore College, wo er 1962 einen B.A. in Philosophie erlangte. Danach studierte er unter A. J. Ayer Philosophie an Oxford University und promovierte schließlich im Jahr 1966.

## Positionen
In der Erkenntnistheorie vertrat Unger ursprünglich eine infallibilistische Analyse von Wissenszuschreibungen. Mit diversen sprachphilosophischen Argumenten stützte er die These, dass solche Wissenszuschreibungen Gewissheit („certainty“) erfordern, um als semantisch wahr gelten zu können. Diese Position rechnen er selbst und andere oft dem Skeptizismus zu, da solche Gewissheit in der Regel nicht gegeben ist. In späteren Werken vertritt er allerdings die Auffassung, dass auf viele philosophische Fragen mehrere Antworten plausibel sein können. Eine Möglichkeit, zwischen diesen Antworten eindeutig zu entscheiden, gebe es oft nicht. Für die Wissensanalyse bedeute dies, dass die skizzierte skeptische Position eine von mehreren plausiblen Positionen sei.
In der angewandten Ethik erregte er sowohl in Fachkreisen als auch in der Öffentlichkeit Aufsehen mit der Behauptung, ein jeder mit einem gewissen Lebensstandard habe die moralische Pflicht, große Spenden an Hilfsorganisationen wie Oxfam und UNICEF zu machen, selbst dann, wenn man dafür betteln, Kredite aufnehmen oder gar stehlen muss.

## Publikationen

### Bücher
- Ignorance: A Case for Scepticism (Oxford University Press, 1975 and 2002), ISBN 0-19-824417-7.
- Philosophical Relativity (Blackwell and Minnesota, 1984; Oxford, 2002), ISBN 0-19-515553-X.
- Identity, Consciousness and Value (Oxford, 1990), ISBN 0-19-507917-5.
- Living High and Letting Die: Our Illusion of Innocence (Oxford, 1996), ISBN 0-19-510859-0.
- All the Power in the World (Oxford, 2006), ISBN 0-19-515561-0.
- Philosophical Papers, Volume 1 (Oxford, 2006), ISBN 0-19-515552-1.
- Philosophical Papers, Volume 2 (Oxford, 2006), ISBN 0-19-530158-7.
- Empty Ideas: A Critique of Analytic Philosophy (Oxford University Press, 2014), ISBN 978-0-19-933081-2

### Aufsätze
- "On experience and the development of the understanding", American Philosophical Quarterly Band 3 (1966), S. 48–56.
- "Experience and factual knowledge", Journal of Philosophy Bd. 64 (1967), S. 152–173.
- "An analysis of factual knowledge", Journal of Philosophy Bd. 65 (1968), S. 157–170.
- "Our knowledge of the material world", in Studies in the theory of knowledge, N. Rescher (Hrsg.), American philosophical quarterly / Monograph Series, 1970, S. 40–61
- "A defense of skepticism", Philosophical Review Bd. 80 (1971), S. 198–219.
- "Propositional verbs and knowledge", Journal of Philosophy Bd. 69 (1972), S. 301–312.
- "The wages of scepticism", American Philosophical Quarterly Bd. 10 (1973), S. 177–187.
- "An argument for scepticism", Philosophic Exchange: Annual Proceedings Bd. 1 (1974), S. 131–155.
- "Two types of scepticism", Philosophical Studies: An International Journal for Philosophy in the Analytic Tradition Bd. 25 (1974), S. 77–95.
- "Impotence and causal determinism", Philosophical Studies: An International Journal for Philosophy in the Analytic Tradition Bd. 31 (1977), S. 289–305.
- "The uniqueness in causation", American Philosophical Quarterly Bd. 14 (1977), S. 177–188.
- "I do not Exist", in Perception and Identity, G. F. MacDonald (Hrsg.), London: Macmillan, 1979, S. 235–251.
- "There are no ordinary things", Synthese: An international Journal for Epistemology, Methodology and Philosophy of Science Bd. 41 (1979), S. 117–154.
- "Why there are no people", Midwest Studies in Philosophy Bd. 4 (1979), S. 177–222.
- "The Problem of the Many", Midwest Studies in Philosophy Bd. 5 (1980), S. 411–467.
- "Skepticism and Nihilism", Noûs Bd. 14 (1980), S. 517–545.
- "Toward a psychology of common sense", American Philosophical Quarterly Bd. 19 (1982), S. 117–130.
- "The causal theory of reference", Philosophical Studies: An International Journal for Philosophy in the Analytic Tradition Bd. 43 (1983), S. 1–45.
- "Minimizing arbitrariness: Toward a metaphysics of infinitely many isolated concrete worlds", Midwest Studies in Philosophy Bd. 9 (1984), S. 29–52.
- "The cone model of knowledge", Philosophical Topics Bd. 14, Nr. 1 (1986), S. 125–178.
- "Consciousness and self-identity", Midwest Studies in Philosophy Bd. 10 (1986), S. 63–100.
- "Conscious being in a gradual world", Midwest Studies in Philosophy Bd. 12 (1988), S. 287–333.
- "Causing and preventing serious harm", Philosophical Studies: An International Journal for Philosophy in the Analytic Tradition Bd. 65 (1992), S. 227–255.
- "Précis of identity, consciousness and value", Philosophical and Phenomenological Research Bd. 52 (1992), S. 133–137.
- "Reply to reviewers of identity, consciousness and value", Philosophical and Phenomenological Research Bd. 52 (1992), S. 159–176.
- "Contextual analysis in ethics", Philosophical and Phenomenological Research Bd. 55 (1995), S. 1–26.
- "The mystery of the physical and the matter of qualities: A paper for Professor Shaffer", Midwest Studies in Philosophy Bd. 23 (1999), S. 75–99.
- "Précis of living high and letting die", Philosophical and Phenomenological Research Bd. 59 (1999), S. 173–175.
- "Replies", Philosophical and Phenomenological Research Bd. 59 (1999), S. 203–216.
- "The survival of the sentient (Volume 14: Action and Freedom)", Nous-Supplement: Philosophical Perspectives Bd. 14 (2000), S. 325–348[3]
- "Science and the possibility of philosophy", Harvard Review of Philosophy Bd. 9 (2001), S. 4–56.
- "Free Will and Scientiphicalism", Philosophy and Phenomenological Research Bd. 65 (2002), S. 1–25[4]
- "The mental problems of the many", Oxford Studies in Metaphysics Bd. 1 (2004), S. 195–222.